# Константин Негруцці
Константин Негруцці (рум. Constantin (Costache) Negruzzi, *1808, Тріфешть, поблизу Ясс, — †24 серпня 1868, Тріфешть) — молдовський і румунський письменник.

## Біографія
Народився в містечку Тріфешті поблизу Ясс (Молдовське князівство) в родині багатого чиновника. Отримав домашню освіту. Під час революційного руху 1821 втік з Ясс з сім'єю до Чернівців. Тут він прожив два роки і, часто буваючи в Кишиневі, зустрічався з засланим Пушкіним. Літературна діяльність Негруцци почалася з перекладів Пушкіна і Гюго. Перші літературні спроби — «Мої бессарабські забави» (1821-1823).
У 1823 повернувся в Ясси. До Революції 1848 Негруцци виступав на захист демократичних перетворень і національної культури. За статті «Вандалізм» (1838) і повість «Тодеріке» (Toderică, jucătorul de cărţi, 1844) двічі піддавався репресіям. Пізніше в його суспільних поглядах переважали консервативні тенденції. Негруцци належать романтичні повісті «Зої» (Zoe, 1837) і «Скачка» (1840). У зборах новел «Amintirile din junete» (Спогади молодості) показав себе майстром стилю і інтриги, хоча і не вільним від запозичень.
Історична повість «Александру Лепушняну» (Alexandru Lăpuşneanul, 1840) спрямована проти соціальної несправедливості, яка панувала в Молдові, зображуючи обурення народу боярами. Негруцци залишився осторонь від революції 1848. В останній період життя в суспільних поглядах Негруцци переважали консервативні тенденції. Незадовго до смерті він був обраний академіком Румунської Академії.
Негруцци відомий також як журналіст, публіцист, критик і перекладач. Перекладав Вольтера, Антіоха Кантемира та інших.
Син — Яків (1843-1932), поет, письменник, драматург, літературний критик, журналіст. Професор, доктор філософії. Голова Румунської академії (1893-1894).

## Спадщина
На честь Негруцци названі вулиці в Бєльцях, Дондюшанах, Дрокія, Каушанах, Калараш, Липканах, Окниці, Оргееве, Рибниці, Сороках, Страшенах, Тирасполі, Фалештах, Флорештах.
У Кишиневі на честь Негруцци названий бульвар і площа. В Алеї Класиків встановлене погруддя Негруцци (1957).